# 12e étape du Tour de France 2020
Pour un article plus général, voir Tour de France 2020.
La 12e étape du Tour de France 2020 se déroule le jeudi 10 septembre 2020 entre Chauvigny et Sarran, sur une distance de 218 kilomètres, la plus longue de ce Tour 2020.

## Parcours
La première partie de le l'étape est plate, avant que la course ne devienne plus difficile. En effet, la deuxième partie compte plusieurs difficultés : les côtes de Saint-Martin-Terressus (1,5 km à 8,8 %), d’Eybouleuf (2,8 km à 5,2 %) et de la Croix du Pey (4,8 km à 6 %) pour finir par le Suc au May (3,8 km à 7,7 %, 2e catégorie et bonifications). La route reste vallonnée jusqu'à l'arrivée à Sarran avec une arrivée en montée.

## Déroulement de la course
Les six échappés sont repris dès les premières pentes de la côte de la Croix du Pey. Søren Kragh Andersen et Tiesj Benoot (Sunweb) sortent du peloton, vite rejoints par Marc Soler (Movistar). Alors qu'une contre-attaque fournie se forme au long de l'ascension, le trio est rejoint peu avant le sommet par Maximilian Schachmann (Bora-Hansgrohe), Quentin Pacher (B&B Hotels-Vital Concept) et Marc Hirschi. Dans la montée du Suc au May, Soler attaque, contré par Hirschi. Ce dernier creuse rapidement un trou sur Soler et Schachmann, tandis que Julian Alaphilippe, accompagné par son équipier Dries Devenyns, accélère et rejoint le groupe de contre. Le duo de poursuite est repris dans la descente par le groupe Alaphilippe. Ce groupe est secoué par de nombreuses attaques dans les derniers kilomètres. Hirschi résiste bien et s'impose finalement avec 47 secondes d'avance sur Pierre Rolland et 52 secondes sur un groupe de 6 coureurs, réglé par Kragh Andersen. Peter Sagan remporte le sprint du peloton pour la 13e place à 2 minutes 30 du vainqueur.

## Résultats

### Classement de l'étape
| Classement de la 12e étape | Classement de la 12e étape | Classement de la 12e étape | Classement de la 12e étape | Classement de la 12e étape |
|                            | Coureur                    | Pays                       | Équipe                     | Temps                      |
| -------------------------- | -------------------------- | -------------------------- | -------------------------- | -------------------------- |
| 1er                        | Marc Hirschi               | Suisse                     | Sunweb                     | en 5 h 9 min 36 s          |
| 2e                         | Pierre Rolland             | France                     | B&B Hotels-Vital Concept   | + 47 s                     |
| 3e                         | Søren Kragh Andersen       | Danemark                   | Sunweb                     | + 52 s                     |
| 4e                         | Quentin Pacher             | France                     | B&B Hotels-Vital Concept   | + 52 s                     |
| 5e                         | Jesús Herrada              | Espagne                    | Cofidis                    | + 52 s                     |
| 6e                         | Maximilian Schachmann      | Allemagne                  | Bora-Hansgrohe             | + 52 s                     |
| 7e                         | Hugo Houle                 | Canada                     | Astana                     | + 52 s                     |
| 8e                         | Sébastien Reichenbach      | Suisse                     | Groupama-FDJ               | + 52 s                     |
| 9e                         | Kenny Elissonde            | France                     | Trek-Segafredo             | + 56 s                     |
| 10e                        | Nicolas Roche              | Irlande                    | Sunweb                     | + 56 s                     |
| modifier                   |                            |                            |                            |                            |

### Points attribués
| Sprint intermédiaire Le Dorat (km 51) | Sprint intermédiaire Le Dorat (km 51) | Sprint intermédiaire Le Dorat (km 51) | Sprint intermédiaire Le Dorat (km 51) | Sprint intermédiaire Le Dorat (km 51) |
| ------------------------------------- | ------------------------------------- | ------------------------------------- | ------------------------------------- | ------------------------------------- |
|                                       | Coureur                               | Pays                                  | Équipe                                | Point(s)                              |
| 1er                                   | Nils Politt                           | Allemagne                             | Israel Start-Up Nation                | 20                                    |
| 2e                                    | Imanol Erviti                         | Espagne                               | Movistar                              | 17                                    |
| 3e                                    | Luis León Sánchez                     | Espagne                               | Astana                                | 15                                    |
| 4e                                    | Max Walscheid                         | Allemagne                             | NTT Pro Cycling                       | 13                                    |
| 5e                                    | Kasper Asgreen                        | Danemark                              | Deceuninck-Quick Step                 | 11                                    |
| 6e                                    | Mathieu Burgaudeau                    | France                                | Total Direct Énergie                  | 10                                    |
| 7e                                    | Sam Bennett                           | Irlande                               | Deceuninck-Quick Step                 | 9                                     |
| 8e                                    | Michael Mørkøv                        | Danemark                              | Deceuninck-Quick Step                 | 8                                     |
| 9e                                    | Peter Sagan                           | Slovaquie                             | Bora-Hansgrohe                        | 7                                     |
| 10e                                   | Matteo Trentin                        | Italie                                | CCC                                   | 6                                     |
| 11e                                   | Bryan Coquard                         | France                                | B&B Hotels-Vital Concept              | 5                                     |
| 12e                                   | Dries Devenyns                        | Belgique                              | Deceuninck-Quick Step                 | 4                                     |
| 13e                                   | Roman Kreuziger                       | République tchèque                    | NTT Pro Cycling                       | 3                                     |
| 14e                                   | Michael Gogl                          | Autriche                              | NTT Pro Cycling                       | 2                                     |
| 15e                                   | Jérôme Cousin                         | France                                | Total Direct Énergie                  | 1                                     |
| modifier                              |                                       |                                       |                                       |                                       |

| Arrivée d'étape Sarran (km 218) | Arrivée d'étape Sarran (km 218) | Arrivée d'étape Sarran (km 218) | Arrivée d'étape Sarran (km 218) | Arrivée d'étape Sarran (km 218) |
| ------------------------------- | ------------------------------- | ------------------------------- | ------------------------------- | ------------------------------- |
|                                 | Coureur                         | Pays                            | Équipe                          | Point(s)                        |
| 1er                             | Marc Hirschi                    | Suisse                          | Sunweb                          | 30                              |
| 2e                              | Pierre Rolland                  | France                          | B&B Hotels-Vital Concept        | 25                              |
| 3e                              | Søren Kragh Andersen            | Danemark                        | Sunweb                          | 22                              |
| 4e                              | Quentin Pacher                  | France                          | B&B Hotels-Vital Concept        | 19                              |
| 5e                              | Jesús Herrada                   | Espagne                         | Cofidis                         | 17                              |
| 6e                              | Maximilian Schachmann           | Allemagne                       | Bora-Hansgrohe                  | 15                              |
| 7e                              | Hugo Houle                      | Canada                          | Astana                          | 13                              |
| 8e                              | Sébastien Reichenbach           | Suisse                          | Groupama-FDJ                    | 11                              |
| 9e                              | Kenny Elissonde                 | France                          | Trek-Segafredo                  | 9                               |
| 10e                             | Nicolas Roche                   | Irlande                         | Sunweb                          | 7                               |
| 11e                             | Julian Alaphilippe              | France                          | Deceuninck-Quick Step           | 6                               |
| 12e                             | Marc Soler                      | Espagne                         | Movistar                        | 5                               |
| 13e                             | Peter Sagan                     | Slovaquie                       | Bora-Hansgrohe                  | 4                               |
| 14e                             | Greg Van Avermaet               | Belgique                        | CCC                             | 3                               |
| 15e                             | Jasper Stuyven                  | Belgique                        | Trek-Segafredo                  | 2                               |
| modifier                        |                                 |                                 |                                 |                                 |

|   | Coureur               | Pays      | Équipe         | Secondes |
| - | --------------------- | --------- | -------------- | -------- |
| 1 | Marc Hirschi          | Suisse    | Sunweb         | 8 s      |
| 2 | Marc Soler            | Espagne   | Movistar       | 5 s      |
| 3 | Maximilian Schachmann | Allemagne | Bora-Hansgrohe | 2 s      |

|   | Coureur              | Pays     | Équipe                   | Secondes |
| - | -------------------- | -------- | ------------------------ | -------- |
| 1 | Marc Hirschi         | Suisse   | Sunweb                   | 10 s     |
| 2 | Pierre Rolland       | France   | B&B Hotels-Vital Concept | 6 s      |
| 3 | Søren Kragh Andersen | Danemark | Sunweb                   | 4 s      |

### Cols et côtes
| Côte de Saint-Martin-Terressus (km 104,5) 4e catégorie (1,5 km à 8,8%) | Côte de Saint-Martin-Terressus (km 104,5) 4e catégorie (1,5 km à 8,8%) | Côte de Saint-Martin-Terressus (km 104,5) 4e catégorie (1,5 km à 8,8%) | Côte de Saint-Martin-Terressus (km 104,5) 4e catégorie (1,5 km à 8,8%) | Côte de Saint-Martin-Terressus (km 104,5) 4e catégorie (1,5 km à 8,8%) |
| ---------------------------------------------------------------------- | ---------------------------------------------------------------------- | ---------------------------------------------------------------------- | ---------------------------------------------------------------------- | ---------------------------------------------------------------------- |
|                                                                        | Coureur                                                                | Pays                                                                   | Équipe                                                                 | Point(s)                                                               |
| 1er                                                                    | Mathieu Burgaudeau                                                     | France                                                                 | Total Direct Énergie                                                   | 1                                                                      |
| modifier                                                               |                                                                        |                                                                        |                                                                        |                                                                        |

| Côte d'Eybouleuf (km 121,5) 4e catégorie (2,8 km à 5,2%) | Côte d'Eybouleuf (km 121,5) 4e catégorie (2,8 km à 5,2%) | Côte d'Eybouleuf (km 121,5) 4e catégorie (2,8 km à 5,2%) | Côte d'Eybouleuf (km 121,5) 4e catégorie (2,8 km à 5,2%) | Côte d'Eybouleuf (km 121,5) 4e catégorie (2,8 km à 5,2%) |
| -------------------------------------------------------- | -------------------------------------------------------- | -------------------------------------------------------- | -------------------------------------------------------- | -------------------------------------------------------- |
|                                                          | Coureur                                                  | Pays                                                     | Équipe                                                   | Point(s)                                                 |
| 1er                                                      | Mathieu Burgaudeau                                       | France                                                   | Total Direct Énergie                                     | 1                                                        |
| modifier                                                 |                                                          |                                                          |                                                          |                                                          |

| Côte de la Croix du Prey (km 178) 3e catégorie (4,8 km à 6,0%) | Côte de la Croix du Prey (km 178) 3e catégorie (4,8 km à 6,0%) | Côte de la Croix du Prey (km 178) 3e catégorie (4,8 km à 6,0%) | Côte de la Croix du Prey (km 178) 3e catégorie (4,8 km à 6,0%) | Côte de la Croix du Prey (km 178) 3e catégorie (4,8 km à 6,0%) |
| -------------------------------------------------------------- | -------------------------------------------------------------- | -------------------------------------------------------------- | -------------------------------------------------------------- | -------------------------------------------------------------- |
|                                                                | Coureur                                                        | Pays                                                           | Équipe                                                         | Point(s)                                                       |
| 1er                                                            | Marc Soler                                                     | Espagne                                                        | Movistar                                                       | 2                                                              |
| 2e                                                             | Søren Kragh Andersen                                           | Danemark                                                       | Sunweb                                                         | 1                                                              |
| modifier                                                       |                                                                |                                                                |                                                                |                                                                |

| Suc au May (km 192) 2e catégorie (3,8 km à 7,7%) | Suc au May (km 192) 2e catégorie (3,8 km à 7,7%) | Suc au May (km 192) 2e catégorie (3,8 km à 7,7%) | Suc au May (km 192) 2e catégorie (3,8 km à 7,7%) | Suc au May (km 192) 2e catégorie (3,8 km à 7,7%) |
| ------------------------------------------------ | ------------------------------------------------ | ------------------------------------------------ | ------------------------------------------------ | ------------------------------------------------ |
|                                                  | Coureur                                          | Pays                                             | Équipe                                           | Point(s)                                         |
| 1er                                              | Marc Hirschi                                     | Suisse                                           | Sunweb                                           | 5                                                |
| 2e                                               | Marc Soler                                       | Espagne                                          | Movistar                                         | 3                                                |
| 3e                                               | Maximilian Schachmann                            | Allemagne                                        | Bora-Hansgrohe                                   | 2                                                |
| 4e                                               | Quentin Pacher                                   | France                                           | B&B Hotels-Vital Concept                         | 1                                                |
| modifier                                         |                                                  |                                                  |                                                  |                                                  |

### Prix de la combativité
- Marc Hirschi (Sunweb)

## Classements à l'issue de l'étape

### Classement général
| Classement général | Classement général | Classement général | Classement général | Classement général  |
|                    | Coureur            | Pays               | Équipe             | Temps               |
| ------------------ | ------------------ | ------------------ | ------------------ | ------------------- |
| 1er                | Primož Roglič      | Slovénie           | Jumbo-Visma        | en 51 h 26 min 43 s |
| 2e                 | Egan Bernal        | Colombie           | Ineos Grenadiers   | + 21 s              |
| 3e                 | Guillaume Martin   | France             | Cofidis            | + 28 s              |
| 4e                 | Romain Bardet      | France             | AG2R La Mondiale   | + 30 s              |
| 5e                 | Nairo Quintana     | Colombie           | Arkéa-Samsic       | + 32 s              |
| 6e                 | Rigoberto Urán     | Colombie           | EF Pro Cycling     | + 32 s              |
| 7e                 | Tadej Pogačar      | Slovénie           | UAE Emirates       | + 44 s              |
| 8e                 | Adam Yates         | Royaume-Uni        | Mitchelton-Scott   | + 1 min 2 s         |
| 9e                 | Miguel Ángel López | Colombie           | Astana             | + 1 min 15 s        |
| 10e                | Mikel Landa        | Espagne            | Bahrain-McLaren    | + 1 min 42 s        |
| modifier           |                    |                    |                    |                     |

| Classement par points | Classement par points | Classement par points | Classement par points    | Classement par points |
| --------------------- | --------------------- | --------------------- | ------------------------ | --------------------- |
|                       | Coureur               | Pays                  | Équipe                   | Point(s)              |
| 1er                   | Sam Bennett           | Irlande               | Deceuninck-Quick Step    | 252 points            |
| 2e                    | Peter Sagan           | Slovaquie             | Bora-Hansgrohe           | 186 pts               |
| 3e                    | Bryan Coquard         | France                | B&B Hotels-Vital Concept | 162 pts               |
| 4e                    | Caleb Ewan            | Australie             | Lotto-Soudal             | 155 pts               |
| 5e                    | Matteo Trentin        | Italie                | CCC                      | 146 pts               |
| 6e                    | Wout van Aert         | Belgique              | Jumbo-Visma              | 131 pts               |
| 7e                    | Alexander Kristoff    | Norvège               | UAE Emirates             | 100 pts               |
| 8e                    | Michael Mørkøv        | Danemark              | Deceuninck-Quick Step    | 100 pts               |
| 9e                    | Marc Hirschi          | Suisse                | Sunweb                   | 90 pts                |
| 10e                   | Julian Alaphilippe    | France                | Deceuninck-Quick Step    | 88 pts                |
| modifier              |                       |                       |                          |                       |

| Classement du meilleur grimpeur | Classement du meilleur grimpeur | Classement du meilleur grimpeur | Classement du meilleur grimpeur | Classement du meilleur grimpeur |
| ------------------------------- | ------------------------------- | ------------------------------- | ------------------------------- | ------------------------------- |
|                                 | Coureur                         | Pays                            | Équipe                          | Point(s)                        |
| 1er                             | Benoît Cosnefroy                | France                          | AG2R La Mondiale                | 36 points                       |
| 2e                              | Nans Peters                     | France                          | AG2R La Mondiale                | 31 pts                          |
| 3e                              | Marc Hirschi                    | Suisse                          | Sunweb                          | 31 pts                          |
| 4e                              | Toms Skujiņš                    | Lettonie                        | Trek-Segafredo                  | 24 pts                          |
| 5e                              | Quentin Pacher                  | France                          | B&B Hotels-Vital Concept        | 21 pts                          |
| 6e                              | Primož Roglič                   | Slovénie                        | Jumbo-Visma                     | 18 pts                          |
| 7e                              | Tadej Pogačar                   | Slovénie                        | UAE Emirates                    | 14 pts                          |
| 8e                              | Carlos Verona                   | Espagne                         | Movistar                        | 14 pts                          |
| 9e                              | Neilson Powless                 | États-Unis                      | EF Pro Cycling                  | 14 pts                          |
| 10e                             | Michael Gogl                    | Autriche                        | NTT Pro Cycling                 | 12 pts                          |
| modifier                        |                                 |                                 |                                 |                                 |

| Classement général du meilleur jeune | Classement général du meilleur jeune | Classement général du meilleur jeune | Classement général du meilleur jeune | Classement général du meilleur jeune |
|                                      | Coureur                              | Pays                                 | Équipe                               | Temps                                |
| ------------------------------------ | ------------------------------------ | ------------------------------------ | ------------------------------------ | ------------------------------------ |
| 1er                                  | Egan Bernal                          | Colombie                             | Ineos Grenadiers                     | en 51 h 27 min 4 s                   |
| 2e                                   | Tadej Pogačar                        | Slovénie                             | UAE Emirates                         | + 23 s                               |
| 3e                                   | Enric Mas                            | Espagne                              | Movistar                             | + 1 min 41 s                         |
| 4e                                   | Sergio Higuita                       | Colombie                             | EF Pro Cycling                       | + 12 min 54 s                        |
| 5e                                   | Daniel Felipe Martínez               | Colombie                             | EF Pro Cycling                       | + 1 h 3 min 20 s                     |
| 6e                                   | Valentin Madouas                     | France                               | Groupama-FDJ                         | + 1 h 3 min 30 s                     |
| 7e                                   | Marc Hirschi                         | Suisse                               | Sunweb                               | + 1 h 3 min 54 s                     |
| 8e                                   | Neilson Powless                      | États-Unis                           | EF Pro Cycling                       | + 1 h 7 min 48 s                     |
| 9e                                   | Harold Tejada                        | Colombie                             | Astana                               | + 1 h 10 min 15 s                    |
| 10e                                  | David Gaudu                          | France                               | Groupama-FDJ                         | + 1 h 15 min 16 s                    |
| modifier                             |                                      |                                      |                                      |                                      |

| Classement par équipes | Classement par équipes | Classement par équipes | Classement par équipes |
|                        | Équipe                 | Pays                   | Temps                  |
| ---------------------- | ---------------------- | ---------------------- | ---------------------- |
| 1re                    | Movistar               | Espagne                | en 154 h 26 min 36 s   |
| 2e                     | Trek-Segafredo         | États-Unis             | + 4 min 18 s           |
| 3e                     | EF Pro Cycling         | États-Unis             | + 5 min 37 s           |
| 4e                     | AG2R La Mondiale       | France                 | + 13 min 47 s          |
| 5e                     | Jumbo-Visma            | Pays-Bas               | + 17 min 32 s          |
| 6e                     | Astana                 | Kazakhstan             | + 19 min 1 s           |
| 7e                     | Ineos Grenadiers       | Royaume-Uni            | + 26 min 32 s          |
| 8e                     | Bahrain-McLaren        | Bahreïn                | + 33 min 38 s          |
| 9e                     | Mitchelton-Scott       | Australie              | + 40 min 35 s          |
| 10e                    | Arkéa-Samsic           | France                 | + 1 h 14 min 31 s      |
| modifier               |                        |                        |                        |

## Abandon
- Ilnur Zakarin (CCC) : abandon